# Рамин Джавади
Рамин Джавади (на персийски: رامین جوادی) е иранско-германски композитор. Добива популярност с музиката си за сериала „Игра на тронове“. Композирал е също така и „Сблъсъкът на титаните“, „Огненият пръстен“, „Warcraft: Началото“ и сериала „Бягство от затвора“.

## Биография
Джавади е роден на 19 юли 1974 г. в Дуисбург. Баща му е кюрд, а майка му – германка. Учи музика в Музикалния колеж в Бъркли. След завършването си през 1998 г. привлича вниманието на Ханс Цимер, който започва да работи с него.